# Carinoturris
Carinoturris é um gênero de gastrópodes pertencente a família Pseudomelatomidae.

## Espécies
- Carinoturris adrastia (Dall, 1919)[2]
- Carinoturris fortis Bartsch, 1944[3]
- Carinoturris polycaste (Dall, 1919)[4]

Espécies trazidas para a sinonímia
- Carinoturris adestia Dall, 1919: sinônimo de Carinoturris adrastia (Dall, 1919)